# Борговирђилијана (Мантова)
Борговирђилијана је насеље у Италији у округу Мантова, региону Ломбардија.
Према процени из 2011. у насељу је живело 480 становника. Насеље се налази на надморској висини од 25 м.